# Bridger Gile
Bridger Gile (15 ottobre 1999) è uno sciatore alpino statunitense.

## Biografia
Originario di Aspen e attivo in gare FIS dal novembre del 2015, in Nor-Am Cup Gile ha esordito il 30 novembre dello stesso anno a Copper Mountain in slalom gigante, senza completare la prova, ha colto il primo podio il 16 dicembre 2019 a Nakiska in combinata (2º) e la prima vittoria l'11 febbraio 2020 a Whiteface Mountain nella medesima specialità; in quella stessa stagione 2019-2020 si è aggiudicato la Nor-Am Cup generale. Ha debuttato in Coppa del Mondo il 18 ottobre 2020 a Sölden in slalom gigante, senza completare la prova; ai Mondiali di Saalbach-Hinterglemm 2025, sua prima presenza iridata, si è classificato 19º nello slalom gigante. Non ha preso parte a rassegne olimpiche.

## Palmarès

### Coppa del Mondo
- Miglior piazzamento in classifica generale: 146º nel 2025

### Nor-Am Cup
- Vincitore della Nor-Am Cup nel 2020
- Vincitore della classifica di slalom gigante nel 2020
- Vincitore della classifica di combinata nel 2020
- 9 podi:
  - 3 vittorie
  - 3 secondi posti
  - 3 terzi posti

#### Nor-Am Cup - vittorie
| Data             | Località           | Paese       | Specialità |
| ---------------- | ------------------ | ----------- | ---------- |
| 11 febbraio 2020 | Whiteface Mountain | Stati Uniti | KB         |
| 13 febbraio 2020 | Whiteface Mountain | Stati Uniti | GS         |
| 12 dicembre 2023 | Beaver Creek       | Stati Uniti | GS         |

Legenda:

GS = slalom gigante

KB = combinata

### Campionati statunitensi
- 3 medaglie:
  - 1 oro (slalom gigante nel 2021)
  - 2 argenti (slalom gigante nel 2024; slalom gigante nel 2025)